# 萨姆·戴金
萨姆·戴金（英語：Sam Dakin，1996年9月4日—），新西兰男子自行车运动员。他曾代表新西兰参加2022年英联邦运动会自行车比赛，获得一枚铜牌。他也曾参加2020年夏季奥林匹克运动会。